# فلسم (نیومکزیکو)
فلسم (به انگلیسی: Folsom) یک روستا در ایالات متحده آمریکا است که در شهرستان یونیون، نیومکزیکو واقع شده‌است. فلسم ۱٫۴ کیلومتر مربع مساحت و ۵۶ نفر جمعیت دارد و ۱٬۹۴۸ متر بالاتر از سطح دریا واقع شده‌است.